# Wiktor Bogolepow
Wiktor Płatonowicz Bogolepow (ros. Виктор Платонович Боголепов, ur. 26 kwietnia?/8 maja 1896 w Kiszyniowie, zm. 19 grudnia 1974 w Moskwie) – radziecki kontradmirał, uczestnik II wojny światowej.